# Haczek
Haczek (karon, odwrócony cyrkumfleks, odwrócony daszek) – symbol diakrytyczny używany do spółgłosek i samogłosek. Jest skierowany w tę samą stronę, co brewis, ale ma kształt akcentu przeciągłego (cyrkumfleks).

## Występowanie
Haczka używa się w różnych językach:
- słowiańskich:
  - czeskim (pod nazwą háček) i słowackim (mäkčeň lub pot. háčik); stosuje się go tam do liter: Č, Ď, Dž, Ň, Š, Ť i Ž, a dodatkowo w czeskim do Ě i Ř, zaś w słowackim do Ľ
  - litery Č, Dž, Š i Ž są używane także w językach krajów dawnej Jugosławii (w języku słoweńskim strešica, w serbsko-chorwackim wraz z jego współczesnymi kontynuantami nazywana kvaka albo kvačica), ale Dž jako oddzielna litera występuje tylko w języku serbsko-chorwackim
- bałtyckich – litewskim i łotewskim
- w języku chińskim służy do oznaczania tonu
- w językach ugrofińskich ma różne zastosowanie

## Kodowanie
W Unikodzie haczek występuje w wersjach:
| Znak | Unikod | Kod HTML            | Nazwa unikodowa | Nazwa polska    |
| ---- | ------ | ------------------- | --------------- | --------------- |
| ˇ    | U+02C7 | &#x02C7; lub &#711; | CARON           | haczek          |
| ̌     | U+030C | &#x030C; lub &#780; | COMBINING CARON | haczek dostawny |